# Your Time Is Gonna Come
Your Time Is Gonna Come ist ein Song der britischen Rockband Led Zeppelin. Er wurde 1969 auf ihrem Debütalbum Led Zeppelin veröffentlicht.
Gitarrist Jimmy Page spielte für diesen Song eine verstimmte zehnsaitige Gitarre von Fender und eine geliehene Gibson J-200. In einem Interview erklärte Page 1977, dass er erst während der Aufnahmen für das erste Album gelernt hatte, Stahlsaiten-Gitarre zu spielen. Bassist John Paul Jones spielte eine Orgel und benutzte die Pedale für den Bass.
Der Text handelt von einem untreuen Mädchen, das den Preis für ihr betrügerisches Verhalten bezahlen muss. Die Zeilen „One of these days and it won't be long / You'll look for me but baby I'll be gone“ (dt.: „Eines Tages, es wird nicht lange dauern, wirst du nach mir suchen, aber ich werde weg sein“) zitieren den Song „I Believe to My Soul“ von Ray Charles, was Robert Plants Neigung für Rhythm and Blues beweist.
Die einzige bekannte Aufführung dieses Songs auf einem Led-Zeppelin-Konzert ist ein kleiner Schnipsel auf einem Konzert in Tokio am 24. September 1971 während eines „Whole Lotta Love“-Medleys. Davon existiert eine Bootleg-Aufnahme mit dem Namen Light and Shade.
Jimmy Page führte den Song 1999 auf seiner Tour mit The Black Crowes auf. Eine Version von Page und The Black Crowes ist auf dem Album Live at the Greek zu hören.
Slash, der ehemalige Lead-Gitarrist von Guns n’ Roses, sagte, dass „Your Time Is Gonna Come“ sein Lieblingssong von Led Zeppelin sei.
Aufnahmeproduzent Rick Rubin erklärte über den Song:

“It's like the drums are playing a big rock song and the guitars are playing a gentle folk song. And it's got one of the most upbeat choruses of any Zeppelin song, even though the words are so dark.”

„Es ist so, als ob das Schlagzeug einen großen Rocksong spielt und die Gitarren eine sanften Folksong. Und es wurde eine der optimistischsten Refrains aller Led Zeppelin Songs, auch wenn die Worte so düster sind.“

## Besetzung
- Robert Plant – Gesang
- Jimmy Page – Gitarren
- John Paul Jones – Orgel
- John Bonham – Schlagzeug